# Ipomoea ficifolia
Ipomoea ficifolia là một loài thực vật có hoa trong họ Bìm bìm. Loài này được Lindl. mô tả khoa học đầu tiên năm 1840.